# سید یوسف خراسانی
سید یوسف خراسانی از فقیهان و علمای قرن سیزدهم هجری و از معاصرین محمدباقر شفتی بود و سال‌ها به تدریس 

مقبره سید یوسف خراسانی در تخت پولاد اصفهان

سنگ قبر سید یوسف خراسانی

معارف الهی در اصفهان اشتغال داشته‌است. معروف‌ترین اثر وی «الکوکب الضیائیه» در شرح بر الزبده فی الاصول شیخ بهایی است. از دیگر آثار او می‌توان از «حاشیه بر حاشیه» ملا میرزا جان، و «حاشیه بر مدارک» نام‌برد.
سید یوسف خراسانی در شب ۲۴ ربیع‌الاول ۱۲۴۶ برابر با ۲۱ شهریور ۱۲۰۹ درگذشت. وی همراه با فاضل هندی و سید محمدرضا خراسانی در مقبره مشترکی در تخت فولاد اصفهان مدفون است.